# Adenoncos triangularis
Adenoncos triangularis là một loài thực vật có hoa trong họ Lan. Loài này được Sulist. mô tả khoa học đầu tiên năm 2003.